# Karłówka brązowolica
Karłówka brązowolica (Micropsitta geelvinkiana) – gatunek małego ptaka z podrodziny papug wschodnich (Psittaculinae) w rodzinie papug wschodnich (Psittaculidae). Ptak ten zamieszkuje wyspy na północny zachód od Nowej Gwinei, według IUCN jest gatunkiem najmniejszej troski.

## Zasięg występowania
Karłówka brązowolica występuje w zależności od podgatunku:
- M. geelvinkiana geelvinkiana – Numfoor (Zatoka Cenderawasih)
- M. geelvinkiana misoriensis – Biak (Zatoka Cenderawasih)

## Taksonomia
Gatunek po raz pierwszy opisał w 1871 roku niemiecki ornitolog Hermann Schlegel jako podgatunek Nasiterna pygmaea. Jako miejsce typowe odłowu holotypu Schlegel wskazał wyspę Mafor (tj. Numfoor). Podgatunek misoriensis opisał w 1875 roku włoski ornitolog Tommaso Salvadori, nadając mu nazwę Nasiterna misoriensis i jako miejsce typowe wskazując wyspę Biak.
M. geelvinkiana tworzy grupę gatunków z M. keiensis i M. pusio. Rozpoznano dwa podgatunki.

### Etymologia
Nazwa rodzajowa:  μικρος mikros „mały”; nowołac. psitta „papuga”, od gr. ψιττακη psittakē „papuga”. Epitet gatunkowy: Geelvink Bay, Nowa Gwinea (tj. Zatoka Cenderawasih). Pozostałe epitety: misoriensis – wyspa Misori, Nowa Gwinea; maforensis – wyspa Mafor, Nowa Gwinea.

## Morfologia
Długość ciała około 9 cm; masa ciała 13–17 g. Większość upierzenia koloru zielonego, ale czoło i ciemię koloru ciemnoniebieskiego z żółtym łukiem na potylicy, gardło brązowo-niebieskie, środek dolnej części piersi oraz pokrywy podogonowe żółte. U samicy brak żółtego łuku na potylicy, dolne części są zielone a głowa bardziej matowa. U młodych ptaków twarz jest koloru jasnobrązowego i wokół oczu występuje szeroki, nagi biały obszar. U podgatunku misoriensis czoło i ciemię koloru brązowego.

## Ekologia
Karłówka brązowolica zamieszkuje pierwotny i wtórny las, obrzeża lasów sąsiadujące z ogrodami lokalnych mieszkańców; toleruje również bardzo zdegradowane siedliska. Obserwowana tylko do 150 m n.p.m. (IUCN podaje, że do co najmniej 400 m n.p.m.).
Żywi się prawdopodobnie porostami i grzybami wybieranymi z kory drzew, podobnie jak w inne gatunki z rodzaju Micropsitta; w żołądku schwytanego ptaka znaleziono pokruszone nasiona.
Ptak z lekko rozwiniętymi gonadami został schwytany w grudniu; gniazdo budowano w czerwcu, dwoje piskląt również obserwowano w czerwcu. Gnieździ się w nadrzewnych termitierach.

## Status zagrożenia i ochrona
W Czerwonej księdze gatunków zagrożonych Międzynarodowej Unii Ochrony Przyrody został uznany jako gatunek najmniejszej troski (LC – Least Concern). Wcześniej, w latach 2004-2022 był zaliczony do kategorii NT (ang. Near Threatened – bliski zagrożenia). Globalna wielkość populacja nie jest znana. Na wyspach Biak i Numfoor las jest bardzo zagrożony wskutek wyrębu i rozwoju rolnictwa, ale wydaje się, że duże obszary lasów pozostają nietknięte w wewnętrznym superiorze. Brak jest danych na temat zmian demograficznych, ale podejrzewa się, że populacje tego ptaka są stabilne. Było podejrzane, że ich liczebność może spadać z powodu utraty siedlisk, ale została zaobserwowana tolerancja na ubywanie lasów oraz korzystanie z leśnych ogrodów.